# Гароди, Роже
Роже Гароди (фр. Roger Garaudy; 17 июля 1913, Марсель — 13 июня 2012, Париж) — французский писатель, философ и политический деятель.
Известен как автор антиизральских книг и отрицатель Холокоста.

## Биография
В 1936 году защитил диссертацию по философии в Страсбургском университете и был назначен профессором философии в Альби. Тогда же становится марксистом. Во время Второй мировой войны был в рядах левого крыла французского движения Сопротивления. В 1939 году получил Военный крест, после боев в Сомме, через два года был депортирован в лагерь для интернированных в Северной Африке до февраля 1943.
С октября 1944 года принимает активное участие в политической жизни Франции. Избран депутатом Учредительного собрания (1945—1946), Национального собрания (1946—1951), в 1956 году был избран членом политбюро Коммунистической партии Франции (занимал этот пост до 1970 года и считался ведущим идеологом партии), вице-председателем Национального собрания (1959—1962) и сенатором (1959—1962).
Преподавал в университетах Клермон-Феррана и Пуатье.
Умер 13 июня 2012 года в Париже.

## Взгляды
Известен тем, что радикально менял свои взгляды в течение жизни: был активистом коммунистической партии, затем примыкал к гошистам, потом был набожным христианином и, наконец, принял ислам.
Будучи членом Французской коммунистической партии, в середине 1960-х начал критиковать руководство партии, особенно после подавления Советским Союзом и его союзниками «Пражской весны» в 1968 году. Его книга «За французскую модель социализма» (1968) подверглась резкой критике со стороны руководства КПСС и др. компартий. В 1970 году Гароди был исключен из ФКП как ревизионист. Советский академик Марк Митин в одной из своей статей упоминал его: «французский ревизионист Р. Гароди утверждает, что партия, стремящаяся быть не сектой доктринеров, а лидером социализма во Франции, не должна иметь „официальной философии“, она якобы „не может в принципе быть ни идеалистической, ни материалистической, ни религиозной, ни атеистической“».
В 1982 под влиянием идей суфизма и жены-палестинки принял ислам и получил имя Реджа Джаруди. Особенностью акыды Гароди было убеждение, что Аллах создал человека своим халифом (наместником), причем этот удел предназначен не избранным, но всем мусульманам.
В 1986 году Роже Гароди был награждён Международной премией короля Фейсала за заслуги перед исламом.
Гароди являлся отрицателем Холокоста. Утверждал, что евреи специально придумали Холокост для собственных финансовых и политических выгод, как создание государства Израиль, что также было поддержано в среде западных союзников Второй Мировой для оправдания оккупации и разрушения Германии.
По мнению авторов биографической книги «Roger Garaudy: itinéraire d’une négation», в 1990-х он «стал пропагандистом антисемитизма в мусульманском мире».
Гароди оспаривал официальную версию событий 11 сентября 2001 года, утверждая, что теракты в Нью-Йорке и Вашингтоне могли быть результатом заговора американских спецслужб.

## Уголовное преследование
За книгу «Основополагающие мифы израильской политики» был привлечён к уголовной ответственности во Франции. Суд пришёл к выводу о наличии в книге отрицания преступлений нацистов и расовой диффамации, направленной против евреев. Гароди был оштрафован на 120 тысяч франков. Вместе с Гароди в «соучастии в оспаривании преступлений против человечности» был признан виновным издатель книги Пьер Гийом. В ходе судебного разбирательства Гароди получил поддержку из ряда арабских и мусульманских стран, супруга президента Объединённых Арабских Эмиратов шейха Зайда ибн Султан ан-Нахайяна подарила Гароди 50 тысяч долларов (около 300 тысяч франков).
Гароди оспорил судебный вердикт в Европейском суде по правам человека, ссылаясь на статью 10 Европейской Конвенции о защите прав человека. ЕСПЧ, рассматривая дело, пришёл к выводу, что «основное содержание и главный смысл книги, написанной заявителем, противоречат основным ценностям Конвенции, выраженным в её Преамбуле, а именно — справедливости и миру». 24 июня 2003 года суд вынес решение, в котором претензии Гароди были отвергнуты. По мнению суда, Гароди действовал в целях, которые направлены на уничтожение прав и свобод, гарантированных Конвенцией.

## Сочинения
- Роман-дневник «Антей» (1946),
- роман «Восьмой день творения» (1947),
- Грамматика свободы = Grammaire de la liberté. — М., 1952.
- Вопросы марксистско-ленинской теории познания. М., 1955.
- Марксистский гуманизм = Humanisme marxiste. — М., 1959
- Прометей 1848 года. М., 1961
- Ответ Жан-Полю Сартру. М., 1962
- Карл Маркс = Karl Marx. — М.: Прогресс, 1965. — 209 с.
- О реализме без берегов = D’un réalisme sans rivages. — М., Прогресс, 1966.
- От анафемы к диалогу. Марксист обращается к Вселенскому собору = De l’anathème au dialogue. — М.: Прогресс, 1966. — 60 с.
- Китайская проблема = Le Problème chinois. — М.: Прогресс, 1968. — 163 с. — Рассылается по специальному списку
- За французскую модель социализма = Pour un modèle français du socialisme. — М.: Прогресс, 1969. — 298 с.
- Вся правда, май 1968—февраль 1970 = Toute la vérité. — М.: Прогресс, 1970. — 142 с.
- Большой поворот социализма = Le Grand tournant du socialisme. — М.: Прогресс, 1970. — 189 с.
  - Крутой поворот социализма. — Франкфурт, Посев, 1974.
- За возрождение надежд = Reconquête de l’espoir. — М. : Прогресс, 1971. — 84 с.
- Альтернатива = L’Alternative. — М. : Прогресс, 1972. — 172 с.
- Исповедь человека = Parole d’homme. — М.: Прогресс, 1976. — 159 с.
- Проект надежды = Le Projet espérance. — М.: Прогресс, 1977. — 117 с.
- Дело об Израиле. Политический сионизм. Досье = L’Affaire Israël: le sionisme politique, Papyrus. — М.: Прогресс, 1984. — 139 с.
- Марксизм XX века = Marxisme du XXe siècle. — М., Прометей, 1994
- Основополагающие мифы израильской политики
- Роже Гароди: «Пусть докажут. что я не прав» (Беседа с Люком Мишелем). Архивировано 15 октября 2013 года. // Газета «Завтра» № 8 (220), 23 февраля 1998 г.